# Uhtred
Uhtred de Bebbanburg, Uhtred Uhtredson, ou ainda Uhtred Ragnarson, é o personagem principal e narrador das Crônicas Saxônicas, série do gênero Romance Histórico do autor Bernard Cornwell. Segundo o autor, Uhtred é baseado em outro Uhtred que viveu em outra época e teria governado a fortaleza de Bebbanburg.